# Cataratas de Abaga
Las Cataratas de Abaga son unas caídas de agua y un ecosistema situado a unos 15 km al suroeste de la ciudad de Iligan en la isla de Mindanao, al sur de Filipinas. La altura de las cataratas de Abaga es aproximadamente el doble que las más famosas Cataratas de María Cristina que también se encuentra en las proximidades de la ciudad de Iligan. A diferencia de María Cristina sin embargo, que es alimentada por el río Agus, la fuente de agua para Abaga es el producto de varios manantiales subterráneos que desembocan en el Abaga superior y caen a través de varios afluentes.
El nombre puede haber sido derivado del idioma Cebuano ya que "Abaga", significa "hombro", posiblemente en relación con la forma y la altura del acantilado.